# Euselasia cuprea
Espèce
Euselasia cuprea est une espèce de papillons de la famille des Riodinidae et du genre Euselasia.

## Dénomination
Euselasia cuprea a été nommée par Percy Ireland Lathy en 1926

## Description
Euselasia cuprea est de couleur beige, rayé alternativement de roux et de marron, avec aux antérieures trois marques proches de l'apex et aux postérieures une ligne submarginale de chevrons rouges et au milieu de la ligne un très gros ocelle noir. Le revers est noir.

## Écologie et distribution
Euselasia cuprea est présent uniquement en Guyane.

### Biotope
Il réside dans la forêt tropicale.